# راس جفریز
راس جفریز (انگلیسی: Ross Jeffries؛ زادهٔ ۱۹۵۸ (۶۶–۶۷ سال)) یک مجری، سخنران انگیزه‌بخشی، و نویسنده اهل ایالات متحده آمریکا است.